# New Killer Star
Singles de David Bowie
I've Been Waiting for You
(octobre 2002) Never Get Old
(2003)
New Killer Star est une chanson de David Bowie parue en 2003 sur l'album Reality.
Elle constitue le premier single tiré de l'album, avec en face B une reprise de Love Missile F1-11 de Sigue Sigue Sputnik.

## Musiciens
- David Bowie : chant, guitare
- Earl Slick : guitare
- Gerry Leonard : guitare, chœurs
- Tony Visconti : basse
- Sterling Campbell : batterie
- Mike Garson : claviers
- Gail Ann Dorsey, Catherine Russell : chœurs